# Cruciglanis pacifici
Cruciglanis pacifici — єдиний вид роду Cruciglanis родини Pseudopimelodidae ряду сомоподібні. наукова назва походить від латинських слів crucis, тобто «хрест», та glanis — «сом».

## Опис
Загальна довжина сягає 11,2 см. Голова коротка і широка. Очі маленькі. Рот широкий. Є 3 пари коротких вусів. На другій зябровій дузі тичинки утворюють форму хреста. Звідси походить назва цього сома. Тулуб циліндричний. Спинні та грудні плавці мають гострі шипи з наростами. Хвостовий плавець короткий, усічений, має виїмку, лопаті великі та округлі.
Основний фон бежевий. Верх голови, боки від спинного та жирового плавців мають бурий колір. У нижній частині присутні 4 темно-коричневі риски. В основі хвостового плавця є темна пляма. Черево кремово-бежеве з окремими коричневими плямочками.

## Спосіб життя
Є бентопелагічною рибою. Населяє дрібні, прозорі річки з піщано-кам'янистим дном, прозорою водою і швидкою течією. Активний вночі. Живиться креветками (рід Atya), личинками комах (ряди Trichoptera, Ephemeroptera, Odonata), а також наземними — перетинчастокрилими та жуками.

## Розповсюдження
Є ендеміком Колумбії (департамент Вальє-дель-Каука) — у басейні річок Дагуа та Анчікайя, що впадають до Тихого океану.